# تفهمني
تفهمني (بالإنجليزية: you get me)‏ هو فيلم اثارة أمريكي من إخراج برينت بوناكروس وكتابة بين ابستين. الفيلم من بطولة كلا من بيلا ثورن وهلستون سيج وتايلور جون سميث وآنا أكانا وناش جرير. صدر الفيلم على شبكة نيتفلكس في 23 يونيو 2017 .

## قصة الفيلم
تايلر هو طالب في الثانوية واقع في حب صديقته اليسون والتي تلقب ب (الي). اثناء حفلة يكتشف تايلر ان الي كانت تحتفل كثيرا، فيغضب وينفصلا. يتعرف في الحفلة على هولي الغامضة ويخرجان معا وينتهي بهم الامر بان يقضوا الليلة سويا.في نهاية الاسبوع تلك يقضونها في ترابط وممارسة الحب في منزل هولي الضخم حيث اخبرت تايلر ان والدها قد مات وان زوجة والدها تسافر كثيرا. يخبرها تايلر ان نهاية الاسبوع هذه خاصة ومذهلة مبديا انه نسي كل شي يخص الي.
يعود إلى الي بدون اخبارها عن ما حصل في نهاية الاسبوع. وفي المدرسة يلاحظ هولي التي تخبره انها أصبحت ترتاد هنا وانها ارادت مفاجئته. يحاول قطع العلاقة مع هولي عدة مرات لكنه يفشل ومن جهتها تبدأ هولي بمرافقة اصدقاء تايلر: الي ولديا وجيل. لديا تشك في هولي لعدم وجودها على شبكات التواصل الاجتماعي فتراه غريبا. يمر بعض الوقت ويبدأ تايلر في الاشتباه أيضا بهولي خصوصا بعد لقاء زوجة اباها كورين، التي بدورها تكشف ان هولي تاخذ دواء لاضطراب عقلي. تتسبب هولي عمدا في اصابة لديا برد فعل تحسسي بعد سماعها تخبر الي انها ستكشف من هي هولي.
تظهر هولي فجأة في بيت تايلر قائلة انها تريد عودتهم سويا، يوبخها تايرل فتذهب لتخبر الي بكل شي. تلتقي الي بتايلر على الشاطئ فيعترف لها بما حصل، تخبره الي انها لا تريد رؤيته مجددا. هولي تسبب في تعليق تايلر من المدرسة بسبب مهاجمته لها. يكتشف تايلر ان اسم هولي الأول هو اليزابيث فيبحث عنها على الإنترنت ويكتشف انها اعتدت على طالبة بمدرستها السابقة بسبب شاب، وتم ادخالها إلى مؤسسة عقلية لفترة بسبب ذلك. في تلك الليلة، تتسبب هولي بخطف الي وتأخذها إلى منزلها. ترسل صور لتايلر حتى تستدرجه. تفيق الي لترى نفسها مقيدة على كرسي. في ذه الاثناء تأتي كورين إلى المنزل وتحاول انقاذ الي الا ان هولي تسلل من الخلف وتقتلها بكيس بكلاستيكي.
عند وصول تايلر إلى المنزل يرى ان الي تم ربطها بالهواء متدلية من السقف وهي تنزف من جبينها، يتمكن من تحريرها ويهربان إلى الخارج، ولكن قبل ان يتمكنو من النجاة توقفهم هولي تحت تهديد السلاح. تطلق النار على تايلر فيصاب بكتفه. تمسك الي ب
و تتمكن من طعن هولي فتسقط بالبركة. تبقى هولي على قيد الحياة وتطلب من المسعف عدم تركها ابدا وتجعله يعدها بذلك.

## الممثلون
- بيلا ثورن بدور هولي فيولا.[4]
- هالستون سيج بدور اليسون هويت
- تايلر جون سميث بدور تايلر هانسون [3]
- ناش جرير بدور جيل [5]
- آنا أكانا بدور ليديا
- ريس ويكفيلد بدور تشيس.
- بريجيد براناغ بدور كورين
- كاثرين موريس في دور السيدة هويت.
- كيمبرلي ويليامز بيزلي في دور السيدة هانسون.
- ياسمين البسطامي بدور ميليندا
- فرح ماكنزي بدور تيفاني.
- جوشوا بانداي بدور مستر احمد.
- جارسيللي رويسي بدور المدير.

## إنتاج

### طاقم التمثيل
تم اختيار كلا من بيلا ثورن وهلستون سيج في مارس عام 2016 في دور هولي والي كشخصيات رئيسية، واختيار تايلور جون سميث بنفس العام في أبريل بدور تايلر كشخصية رئيسية. وفي نفس الشهر تم إضافة كل من ناش جريو جارسيللي رويسي وكاثرين موريس.

### تصوير
بدأ تصوير الفيلم أنت تفهمني في لوس انجيليس في أبريل 2016, تم التصوير الفيلم أيضا على شاطئ في سانتا مونيكا.

## عرض الفيلم
عرض الفيلم لأول مرة في مهرجان لوس انجيلوس السينمائي في فترة من 14 -22 يونيو من عام 2017. كان من المقرر ان يعرض على شبكة نتفليكس في 16 يونيو ولكن تم تأجيله إلى 23 يونيو عام 2017.
قال بريان كوستيلو من موؤسسة (كومن سينس ميدا) يصف الفيلم على انه «فوضى من بدايته لنهايته». كما قال ايدي سترايت من (ذا دايلي دوت) «هذا الفيلم ليس ممتعا», كما انه انتقد الفليم بافتقاره للاصالة وباهت. كما ان فيليكس فاسكيز جونير وصف الفيلم بأنه «دخول سيء إلى هذا النوع» وانه على الرغم من ان الفيلم يطمح إلى ان يكون بمستوى فيلم جاذبية قاتلة الا انه بالكاد يكون قريب من فيلم المترصدة.

## روابط خارجية
- تفهمني على موقع IMDb (الإنجليزية)
- تفهمني على موقع روتن توميتوز (الإنجليزية)
- تفهمني على موقع نتفليكس (الإنجليزية)
- تفهمني على موقع ألو سيني (الفرنسية)
- تفهمني على موقع فيلمافينيتي (الإسبانية)
- تفهمني على موقع قاعدة بيانات الفيلم (الإنجليزية)
- تفهمني على موقع ليتربوكسد (الإنجليزية)
- تفهمني على موقع كينوبويسك (الروسية)